# Fjällyxne
Fjällyxne (Pseudorchis straminea) är en växtart i familjen orkidéer.
Fjällyxne förekommer på rätt torr kalkhaltig mark i höga lägen. Den blommar i juli till augusti. I Norden förekommer den på Island, i stora delar av Norge samt i vissa delar av Finland nära norska gränsen och svenska fjällkedjan nära norska gränsen. Den liknar vityxne med gulgrönaktiga blad. Läppen är gulaktig med tre nästa lika långa flikar. Sporren är tjockast vid spetsen och lika lång som fruktämnet. Fjällyxne är starkt vaniljdoftande.